# Radio Nacional de España
Radio Nacional de España (RNE, en català: Ràdio Nacional d'Espanya) és la cadena pública de radiodifusió espanyola. Des de 1973 està integrada en l'organisme públic Radiotelevisió Espanyola (RTVE) que inclou també a Televisió Espanyola (TVE).
Compta amb sis cadenes diferents (totes elles en castellà excepte Ràdio 4):
- Radio Nacional: Contingut generalista.
- Radio Clásica: Concerts i música clàssica en general.
- Radio 3: Continguts musicals i culturals.
- Ràdio 4: Emissora autònoma en llengua catalana. "L’any 2026, Ràdio 4 s’integrarà dins de la marca 4 Media."
- Radio 5: 24 hores de notícies
- Radio Exterior de España: Servei en ona curta (amb una audiència de 80 millones de persones, només superada per la BBC i Ràdio Vaticà) Als oients en altres llengües (anglès, francès, àrab, rus, portuguès i sefardita), Radio Exterior de España els informa cada hora sobre l'actualitat d'Espanya i dels esdeveniments internacionals, oferint una visió general de la vida i la cultura espanyola..

## Història

### Orígens
Radio Nacional de España va ser fundada per José Millán-Astray y Terreros a Salamanca el 19 de gener de 1937, en plena Guerra Civil espanyola, adoptant l'adjectiu "nacional" del bàndol rebel i depenent de la recent creada Delegació de l'Estat per a Premsa i Propaganda. Els seus estudis estaven al Palau d'Anaya de la capital salmantina, seu de l'Oficina de Premsa i Propaganda, que va compartir els primers directors amb els de Radio Nacional de España.
El primer emissor, amb una potència de 20 kW, de la marca Telefunken, va ser un regal de l'Alemanya nazi al Nou Estat franquista.
En aquests moments es comença a conèixer l'immens potencial propagandístic de la ràdio que seria àmpliament explotat pels dos bàndols enfrontats en la guerra civil.
A partir del 14 de juny de 1937, Radio Nacional de España assumeix les funcions de capçalera de la ràdio del bàndol franquista. Fins aquesta data aquesta funció l'havia vingut exercint Radio Castilla de Burgos, la qual s'elaborava la informació i la propaganda que obligatòriament havien d'emetre totes les emissores que anaven caient en mans dels revoltats a la Segona República.
Durant els primers anys de la Segona Guerra Mundial, fins al desembarcament aliat a Itàlia el 1943 i el revés alemany a Stalingrad, Radio Nacional de España col·laborava amb les Potències de l'Eix retransmetent els noticiaris de les ràdios oficials alemanya i italiana en castellà.

### Dictadura
Un cop acabada la Guerra Civil espanyola, el dictador Francisco Franco va dictar una ordre el 6 d'octubre de 1939 per la qual sotmetia a censura prèvia de la Falange Española y de las JONS la programació de les emissores privades de ràdio i a més atorgava a Radio Nacional de España l'exclusiva dels serveis informatius.
Com a conseqüència d'aquesta ordre totes les emissores, tant públiques com privades, havien de connectar amb Ràdio Nacional de España per a transmetre els diaris parlats elaborats per la cadena oficial.
Aquests diaris parlats, normalment un a migdia i un altre a la nit, eren coneguts com el comunicado, terme de reminiscència militar, que recordava els comunicats de guerra, tant és així que s'iniciaven amb el toc d'atenció d'un cornetí d'ordres, i més endavant amb una trucada militar a reunió del segle xv (que es va fer famosa) i acabaven amb un altre, seguit per la invocació Gloriosos caídos por Dios i por España. ¡Presentes!, i a continuació, l'Himne Nacional.
En aquesta situació, l'única informació, diferent de l'oficial, a la qual podien accedir els espanyols eren els informatius en espanyol de la BBC, Radio France Internationale o els de Radio España Independiente, coneguda com La Pirenaica, una emissora creada pel Partit Comunista d'Espanya amb seu a Bucarest (Romania).
Encara que ja des dels temps de la guerra civil havien vingut fent diverses emissions per a l'exterior en diversos idiomes, fins a l'abril de 1945 no s'instal·la el centre emissor d'Onda Curta d'Arganda del Rey (Madrid) dotat amb un emissor de 40 kW, molt potent per a l'època, quan el servei exterior adquireix gran importància, amb emissions, tant en castellà com en anglès, especialment destinades a Amèrica. A partir d'aquest moment s'inicia el lent camí de la ràdio pública espanyola, motivat per la penúria de mitjans d'una banda i el bloqueig internacional per una altra i que impediria, fins al 1955, l'ingrés de Radio Nacional de España a la Unió Europea de Radiodifusió (UER).
A finals dels cinquanta i principis dels seixanta comencen a introduir avenços tècnics com la Freqüència Modulada (FM) i les emissions estereofòniques.
El 1964 es produeix la primera gran reestructuració de Radio Nacional de España. Es crea una xarxa de centres emissors territorials dotats de potents emissors d'ona mitjana, amb potències entre 250 i 500 kW, que permeten una cobertura total del territori nacional i, en condicions acceptables, de bona part d'Europa. Aquests centres normalment emeten el mateix senyal, en estar interconnectats amb els estudis centrals de Madrid, encara que també disposen d'estudis a les seves capçaleres territorials per emetre informació pròpia en determinats intervals horaris.
El novembre de 1965 apareixia un segon canal anomenat Radio 2 (que el 1994 va canviar el nom pel de Radio Clásica) a través d'una xarxa d'emissores en FM, dedicada especialment a la música, aprofitant les especials qualitats que per a això ofereix aquest mètode de transmissió.
També es crea una cadena paral·lela, de caràcter comercial, anomenada Radio Peninsular (desapareguda el 1973, a excepció de la seva emissora de Barcelona, que ho farà el 1984).

### Transició
El 1971 Radio Nacional de España inaugura un nou centre emissor d'ona curta per al servei exterior. Aquest nou centre, que supera de molt el d'Arganda, se situa a la localitat toledana de Noblejas. Aquest servei, anomenat Radio Exterior de España, que el 1975 patiria una profunda reorganització, potenciant les emissions amb destinació als espanyols a tot el món i suprimint les emissions en llengües eslaves que fins aleshores es venien transmetent als països més enllà del teló d'acer.
Amb l'arribada de la democràcia es produeixen diversos canvis. Un d'ells és la supressió el 25 d'octubre de 1977 de l'obligació de connexió de les emissores privades amb Radio Nacional de España per a l'emissió dels seus diaris parlats. A partir de llavors cada emissora era lliure d'elaborar els continguts dels seus propis informatius.
El 1979 s'estén a tot Espanya un tercer canal, Radio 3, que ja va iniciar les seves emissions el 1953, només a Madrid, amb continguts educatius i culturals i que va anar ampliant la seva programació a temes musicals.
De forma paral·lela a les emissores privades i a les de Radio Nacional de España, durant la dictadura hi havia altres cadenes semioficials (autoritzades), pertanyents a la Cadena de Emisoras Sindicales, a la Red de Emisoras del Movimiento i a l'Organización Juvenil, la Cadena Azul de Radiodifusión.
Quan es van dissoldre aquestes cadenes, les seves emissores s'englobaren l'any 1981 en una societat estatal anomenada Radio Cadena Española (RCE). Tanmateix, algunes d'aquestes emissores van haver de ser clausurades en no estar compreses les seves freqüències entre les assignades a Espanya en els convenis internacionals de distribució de l'espectre radioelèctric.

### Democràcia

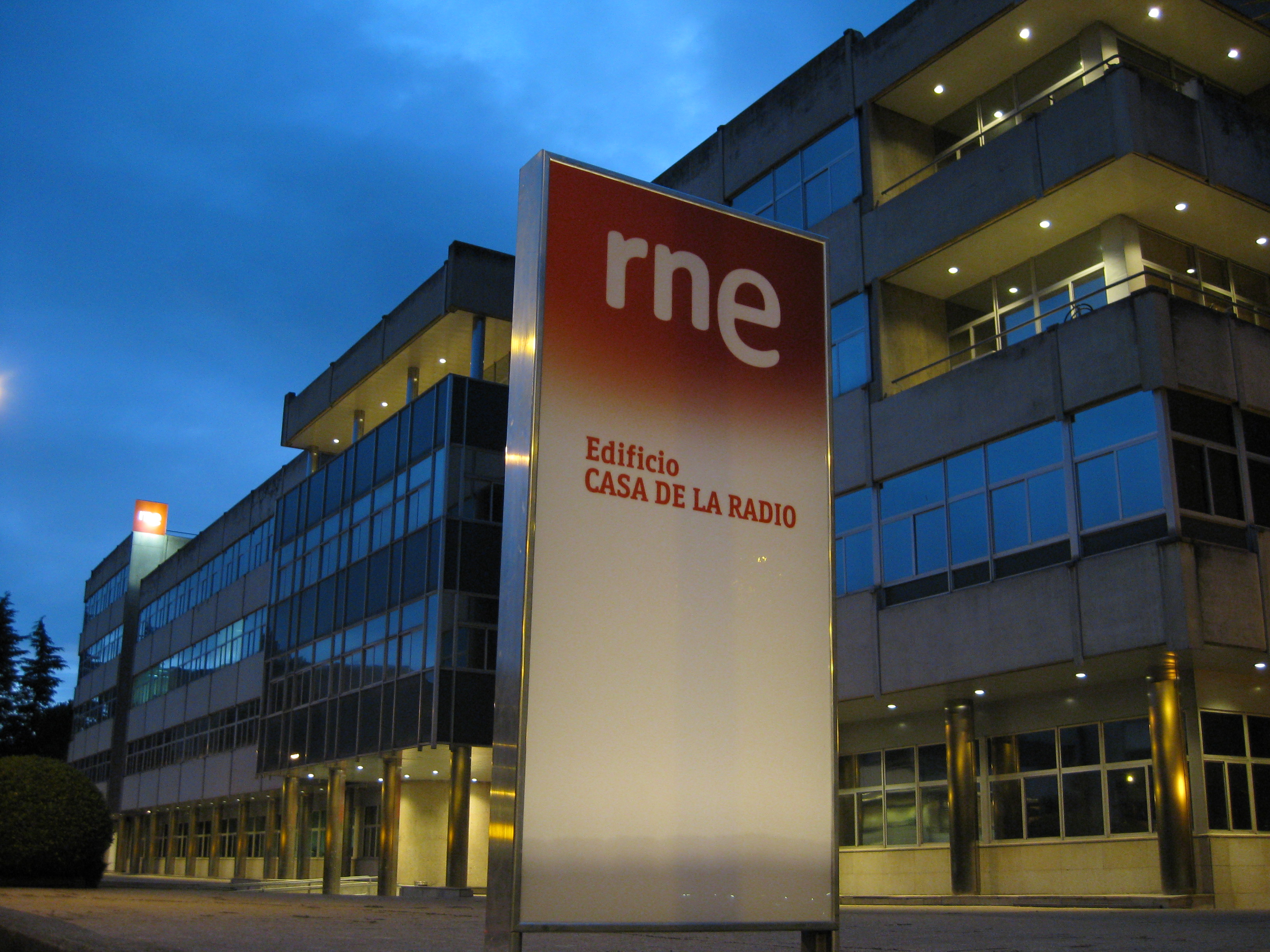
Seu de RNE a Pozuelo de Alarcón (Madrid).

El 1989 les 70 emissores de Radio Cadena Española es van fusionar amb Radio Nacional de España, convertint-se en Ràdio 4, una cadena de 24 emissores en Freqüència Modulada d'àmbit autonòmic. El seu elevat cost econòmic i la seva escassa audiència va ser la causa de la seva desaparició a les 20.00 hores del 24 de juliol de 1991 al connectar amb Radio 1 (des de 2008 anomenada Radio Nacional). Excepcionalment, es van mantenir Radio 4 a Sevilla i les emissores de Ràdio 4 a Catalunya. La Radio 4 de Sevilla es va mantenir en actiu fins a la clausura de l'Expo de Sevilla.
El 1989 les 46 emissores restants de l'extinta Radio Cadena Española van formar Radio 5 (fins al 2008 anomenada Radio 5 Todo Noticias), una cadena d'àmbit local i de marcat caràcter comercial. La seva escassa rendibilitat va provocar el 18 d'abril de 1994 la seva definitiva reconversió en radiofórmula informativa Todo Noticias.
Amb l'extinció de l'Ente Público RTVE i el naixement de la Corporación RTVE a partir de l'1 de gener de 2007, Radio Nacional de España es converteix en societat mercantil estatal. A més, l'1 de setembre de 2008 canvià la seva imatge corporativa, passant del groc i negre, a ser de color blanc i vermell amb la "e" ressaltada.
L'any 2018 el programa Gente despierta de RNE va obtenir el Premi Bones Pràctiques de Comunicació no Sexista que atorga l'Associació de Dones Periodistes de Catalunya, per espais radiofònics que visibilitzen les dones en les seves múltiples facetes des d’una ràdio pública.

## Directors de RNE
| - Jacinto Miquelarena (1937-1938) - Manuel Arias Paz (1938) - Antonio Tovar (1938-1939) - José Rodiles (1939-1941) - Ismael Herráiz (1941-1943) - Luis Gutierrez de Ojesto Sánchez-Ventura (1943) - Antonio Pérez Torreblanca (1943) - Enrique Thomas de Carranza (1943) - Lucio del Álamo Urrutia (1943-1958) - Luis Ezcurra (1958-1964) | - Manuel Aznar (1964-1972) - Salvador Pons (1972-1975) - Rafael Ramos Losada (1975-1978) - Luis Angel de la Viuda (1978-1981) - Eduardo Sotillos (1981-1982) - Fernando G. Delgado (1982-1986) - Eduardo Sotillos (1986-1988) - Agustí Farré (1988-1989) - Enric Sopena (1989-1990) - Fernando G. Delgado (1990-1991) - Diego Carcedo (1991-1996) | - Javier González Ferrari (1996-1998) - Diego Armario (1998-2000) - María Jesús Chao (2000-2002) - José Antonio Sentís (2002-2004) - Pedro Piqueras (2004-2006) - Javier Arenas (2006-2007) - Santiago González (2007-2010) - Benigno Moreno (2010-2012) - Manuel Adrián Ventero (2012-2013) - Alfonso Nasarre (2013-2018) - Paloma Zuriaga (2018-actualitat) |

## Emissores

### Cadenes actuals
| Canal                    | Nom                      | Temàtica                                                             | Primera emissió        | Notes |
| ------------------------ | ------------------------ | -------------------------------------------------------------------- | ---------------------- | --- |
| Radio Nacional de España | Ràdio Nacional d'Espanya | Generalista                                                          | 19 de gener del 1937   | Emet butlletins informatius per a cada comunitat autònoma. |
| Radio Clásica            | Radio Clásica            | Emissió de música clàssica i contemporània                           | març del 1957          | Va començar a emetre música de tots els gèneres al març del 1957 durant 4 hores diàries per la freqüència d'FM de RNE. El 22 de març del 1965 adopta el nom de Segundo Programa de RNE. Entre el 1981 i el 1994 va adoptar el nom de Radio 2.                                    |
| Radio 3                  | Radio 3                  | Radiofórmula de música no comercial.                                 | 12 d'octubre del 1952  | Va començar a emetre a l'ona mitjana de Madrid el 12 d'octubre del 1952 sota el nom de Programa Cultural de RNE en OM. Al 1967 va adoptar el nom de Tercer Programa de RNE. L'any 1981 va adoptar el nom de Radio 3. Entre el 1986 i el 1988 va adoptar el nom de Nacional 3 FM. |
| Ràdio 4                  | Ràdio 4                  | Generalista en català                                                | 13 de desembre de 1976 | — |
| Radio 5                  | Ràdio 5                  | Notícies. Emet butlletins informatius per a cada comunitat autònoma. | 1 de gener de 1989     | Anteriorment tenia el nom de Radio 5 Todo Noticias i Radio 5 Información. |
| Radio Exterior de España | Radio Exterior de España | Emissió per a l'exterior en diversos idiomes.                        | 15 de març de 1942     | Entre el 1942 i el 1978 tenia els noms de RNE para América i RNE para Europa. Des de l'any 1988, i fins a finals de la dècada de 1990, va emetre en català. |

### Cadenes extintes
| Nom                       | Temàtica | Primera emissió                                 | Darrera emissió                  | Notes |
| ------------------------- | --- | ----------------------------------------------- | -------------------------------- | --- |
| Radiocadena Espanyola     | Comercial de caràcter local integrada a la xarxa de RTVE. | 4 de desembre del 1978 (BOE) 1974 (RCE REM-CAR) | 1 de gener de 1989               | Va nàixer com a entitat l'any 1974 amb la fusió de les emissores de la Red de Emisoras del Movimiento 'La Voz' i la Cadena Azul de Radiodifusión 'Radio Juventud', operant sota el nom comercial de Radio Juventud-La Voz. L'any 1978 la Radiocadena Espanyola REM-CAR i la Cadena de Emisoras Sindicales es van fusionar, i a partir de l'any 1981 totes les emissores adoptaren el nom de Radiocadena Espanyola. Emetia programació local en Ona Mitjana. Va ser susbtituida per RNE 4 i Ràdio 5. Al País Valencià, on operava sota el nom de Ràdio Cadena Valenciana, es va convertir en emissora autonòmica, i s'hi emetia el programa De dalt a baix. |
| Ràdio Peninsular          | Emissora comercial de caràcter local integrada a la xarxa de RTVE. | 2 de febrer del 1960                            | 1981                             | A Barcelona va començar a emetre al gener del 1966, substituint el Programa Comercial de RNE. Va ser subtituïda per Ràdio 5 a Catalunya. |
| Ràdio 5                   | Emissora bilingüe en català i castellà. | 1981                                            | 30 de juny de 1984               | Va substituir Ràdio Peninsular a Catalunya. |
| Radio 4                   | Generalista autonòmica (en llengua cooficial a les comunitats bilingües). | 1 de gener de 1989                              | 12 d'octubre de 1992 (a Sevilla) | Va substituir les freqüències d'FM de Radiocadena Espanyola, majoritàriament de Radiocadena Pop. A les Illes Balears i el País Valencià, on va començar a emetre el mateix dia que l'autonòmica Canal 9 Ràdio, s'emetien alguns programes en català en comú amb Ràdio 4, el primer dels quals fou el programa musical Àrea Mediterrània, presentat pel poeta Joan Manresa i Martorell, i produït des de Ràdio 4 Balears per a tota l'àrea catalanoparlant. |
| Programa Comercial de RNE | Emissora comercial per a Barcelona | febrer de 1955                                  | gener de 1966                    | Va ser substituïda per Ràdio Peninsular al gener del 1966. |
| Programa Educativo de RNE | Emissora educativa a l'FM de Barcelona. | 1967                                            | 1973                             | La seva programació va passar al Tercer Programa de RNE l'any 1973. |
| Radiocadena Pop           | Radiofórmula de música pop amb programació local (emesa conjuntament a l'RCE genèrica, a l'OM, i a Radiocadena Pop i/o Radiocadena Compás, a l'FM) a l'FM.                                                                         | 20 de juny de 1983                              | 1 de gener de 1989               | Es va crear amb la reestructuració de Radiocadena Espanyola l'any 1983 i, amb la reestructuració de RNE, majoritàriament va ser substituïda per Ràdio 4 a l'FM l'any 1989. |
| Radiocadena Compàs        | Radiofórmula de música 'oldie' amb programació local a l'FM (emesa conjuntament a l'RCE genèrica, a l'OM, i a Radiocadena Pop i/o Radiocadena Compás) a l'FM.                                                                      | 20 de juny de 1983                              | 1 de gener de 1989               | Es va crear amb la reestructuració de Radiocadena Espanyola l'any 1983 i, amb la reestructuració de RNE, majoritàriament va ser substituïda per Ràdio 5 a l'FM l'any 1989. |
| Radiocadena Flamenca      | Radiofórmula de flamenc amb programació local (emesa conjuntament a l'RCE genèrica, a l'OM, i a Radiocadena Flamenca i/o Radiocadena Compás, a l'FM) en algunes freqüències d'FM de la xarxa de Radiocadena Espanyola a Andalusia. | 20 de juny de 1983                              | 1 de gener de 1989               | Es va crear amb la reestructuració de Radiocadena Espanyola l'any 1983 i, amb la reestructuració de RNE, fou substituïda per Ràdio 5 a l'FM l'any 1989. En un principi, emetia només flamenc, però amb el pas del temps, la seua programació es dividí tres en franges horàries: flamenc als matins, la franja Radiocadena Deportes, a la tarda, amb programació esportiva i un poc de música, i la franja Radiocadena Rock, amb música rock a finals de la tarda i a les nits. |
| Radio Catro (Radio 4)     | Emissora autonòmica per a Galícia. | 3 de juny de 1985                               | 25 de juliol de 1991             | La seva programació va passar a Ràdio 1. |
| Radio 4 Canal Pop         | Radiofórmula de música pop. | 1 de gener de 1989                              | 22 de desembre de 1990           | Canal secundari de Radio 4, que emetia a Madrid en substitució de Ràdio Cadena Pop. Va passar a emetre Radio 4, i després, Radio 1. |
| Radio 4 Compás            | Radiofórmula de música 'oldie'. | 1 de gener de 1989                              | 22 de desembre de 1990           | Canal secundari de Radio 4, que emetia en substitució de Ràdio Cadena Compàs per a Madrid. Passà a emetre Ràdio 5. |
| Radio Mundial 82          | Programació constituïda per música, butlletins informatius en diverses idiomes. | 11 de juny de 1982                              | 11 de juliol de 1982             | Emissora de ràdio que emetia per la freqüència de Radio 3 amb ocasió de la celebració de la Copa Mundial de Futbol de 1982, després de la qual, la ràdio tornà a ser Radio 3. |
| Ràdio Olímpica            | Programació constituïda per butlletins informatius sobre els Jocs Olímpics de Barcelona 1992 en dotze idiomes diferents. | 15 de juliol de 1992                            | 10 d'agost de 1992               | Emissora disponible a Catalunya que emeté a les freqüències de Ràdio 4. Després de la fi dels Jocs Olímpics, Ràdio 4, la continuïtat de la qual s'havia posat en dubte, seguí emetent a Catalunya. |
| Radio Expo                | Programació constituïda per música, butlletins informatius en diversos idiomes i especials emesos a Ràdio Exterior d'Espanya. | 22 de maig de 1990                              | 12 d'octubre de 1992             | Emissora de ràdio disponible a Sevilla amb ocasió de l'Exposició Universal de Sevilla de 1992. L'any 1991, l'emissora de Radio 4 a Sevilla passà a emetre el senyal de Radio Expo fins al cessament de l'emissora, quan el seu dial (88.3 FM) quedà lliure. |

## Imatge corporativa
La imatge corporativa de Radio Nacional de España no va ser uniforme fins al 1980. A principis dels anys 70 el logotip era molt similar al de Televisió Espanyola, amb les sigles de l'emissora mostrades amb formes rectangulars. Després d'acabar-se el monopoli informatiu, l'emissora es va començar a publicitar-se als mitjans el 1977 amb unes sigles amb la tipografia Helvetica comprimida i en minúscules. A partir de 1980 tota la imatge corporativa s'unifica, amb un logotip comú per a totes les emissores que conformaven Radio Nacional de España i que consistia en les sigles de l'emissora unides entre sí i en diagonal.
El nou manual de marca de Radiotelevisión Española, creat per l'empresa de construcció de marques SUMMA que fou introduït l'agost de 2008, també es va aplicar a RNE. Els nous logotips estan formats pels noms de les emissores en minúscula i en degradats vermells. De forma similar a la resta de la imatge corporativa de l'ens públic, la marca genèrica de Radio Nacional de España té la lletra "e" més gran que la resta.

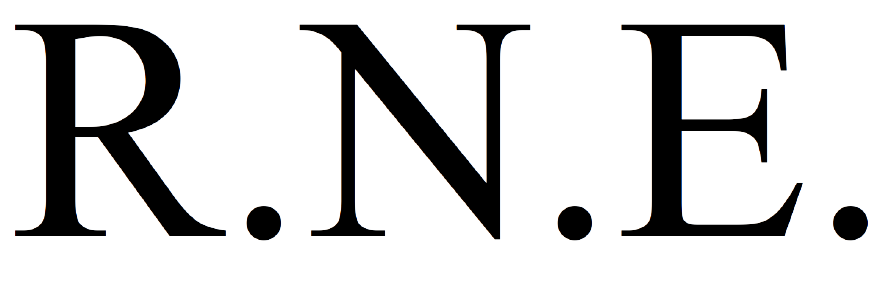
Logotip de Ràdio Nacional d'Espanya entre el naixement oficial de TVE l'any 1956 i el 1962.
Logotip de Ràdio Nacional d'Espanya entre el canvi de logo de RTVE l'any 1962 i el 1971.
Logotip de Ràdio Nacional d'Espanya entre 1971 i 1976,[35][36] i entre 1978 i 1980.[37]
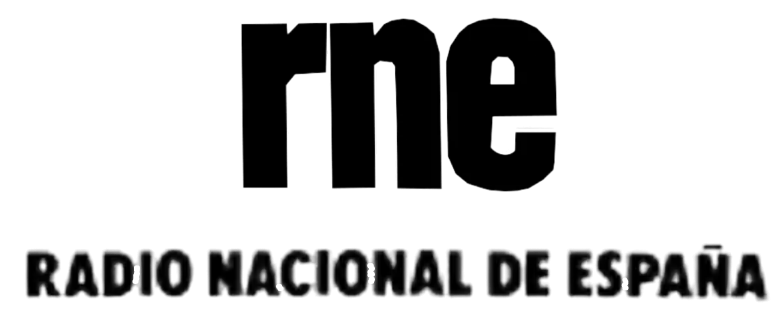
Logotip de Ràdio Nacional d'Espanya de 1976 a 1978.
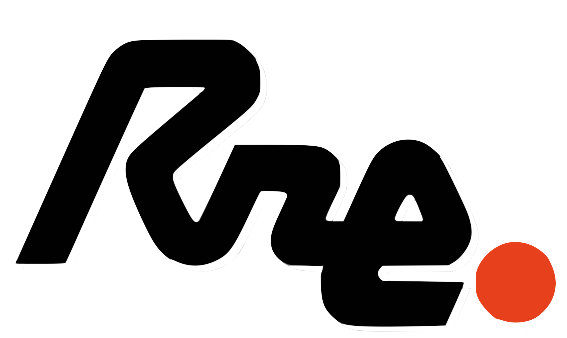
Logotip de Ràdio Nacional d'Espanya de 1980 a 2008.
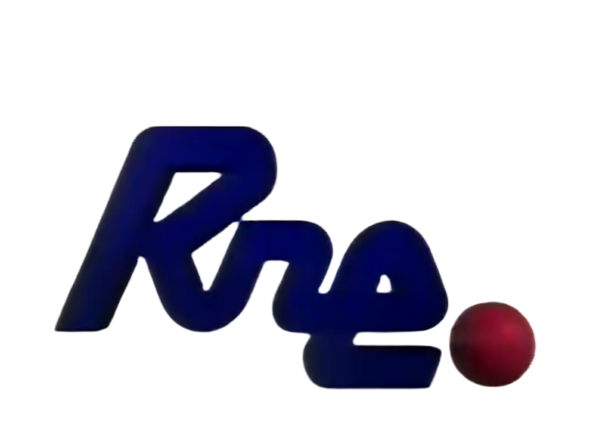
Versió blava del logotip, utilitzat durant la unificació de la imatge de las ràdios de RNE, entre 1989 i 1991
Logotip de Ràdio Nacional d'Espanya des del 2008.

### Logotips de RNE 1

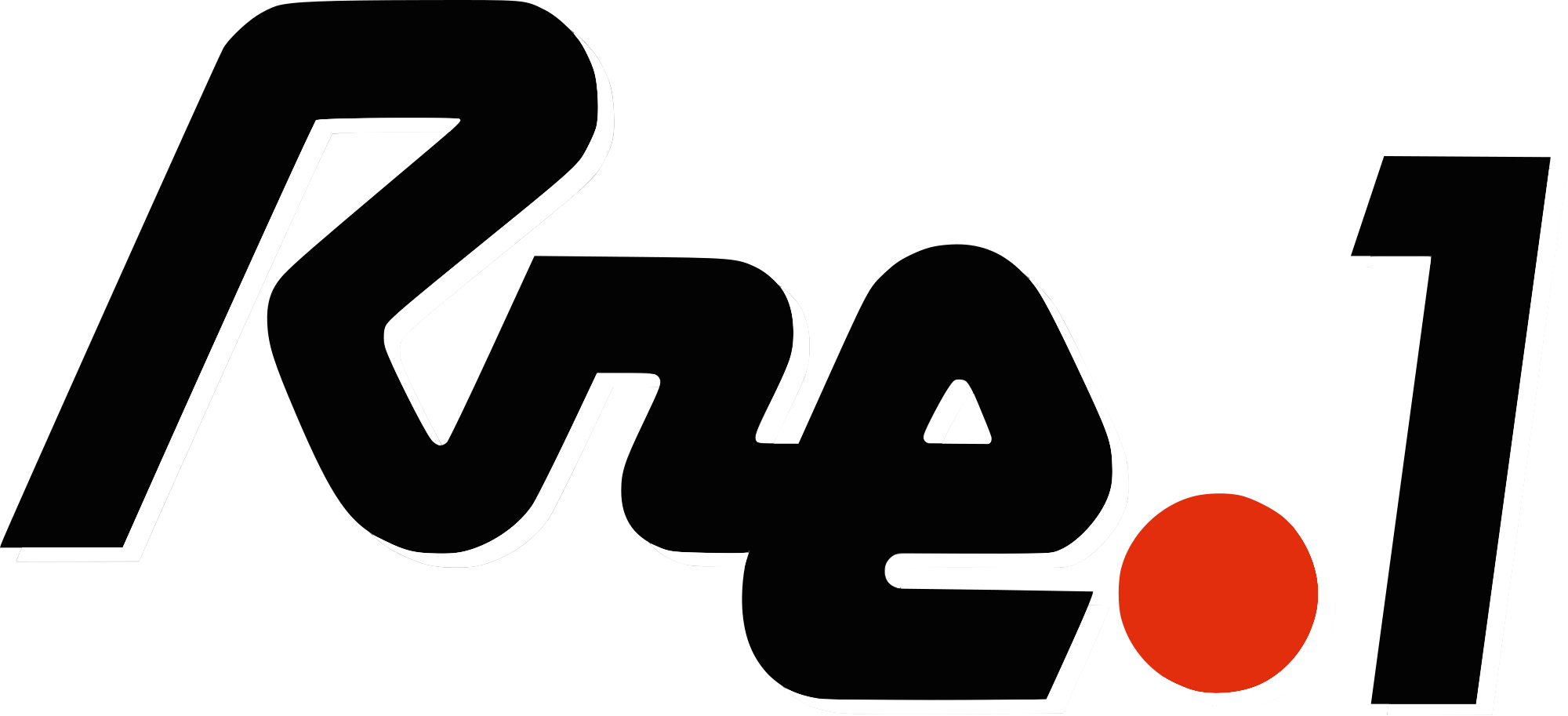
Logotip de RNE 1 de 1988 a 1989 i de 1991 a 1999.
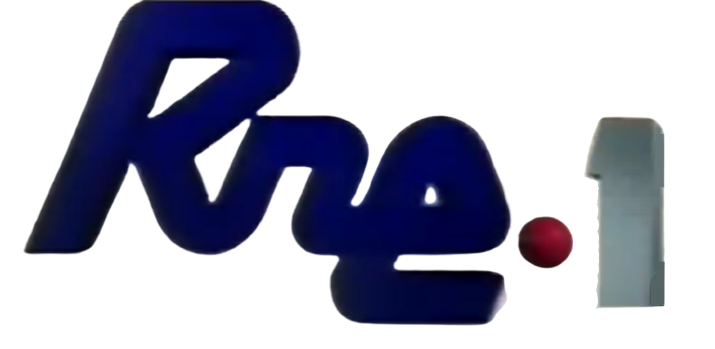
Logotip de RNE 1 de 1989 a 1991.
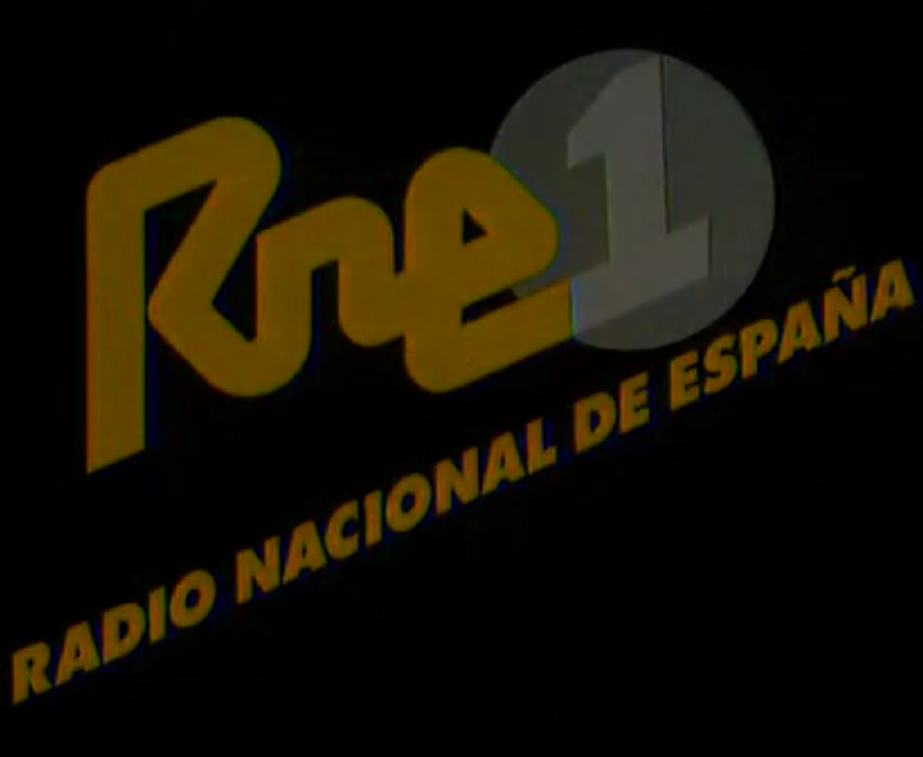
Logotip de RNE 1 al 1991.
Logotip de Ràdio 1 de 1999 a 2008.
Logotip de Ràdio Nacional d'Espanya des del 2008.